# 王民 (1963年)
王民（1963年2月—），男，祖籍安徽，生于山东，中华人民共和国政治人物、外交官。

## 生平
王民1983年毕业于山东大学外文系；1985年毕业于外交学院。同年进入中华人民共和国外交部工作，先后在驻民主也门大使馆、外交部国际司、常驻联合国日内瓦办事处和瑞士其他国际组织代表团任职，后任外交部国际司参赞。期间赴荷兰莱顿大学进修1年。2001年，升任外交部国际司副司长。2004年，挂职云南省红河哈尼族彝族自治州州委常委、副书记。2005年，任全国政协外事局局长。2007年，任外交部涉外安全事务司司长。2010年6月，出任中华人民共和国常驻联合国副代表、大使。2016年2月，自常驻联合国副代表离任。3月，出任中华人民共和国驻挪威大使。2019年2月，自驻挪威大使离任。

## 家庭
配偶任辉，有一子。